# Ушачи
Ушачи (блр. Ушачы; рус. Ушачи) насељено је место са административним статусом варошице (городской посёлок) у северном делу Републике Белорусије, односно у централном делу Витепске области. Административно је део Ушачког рејона чији је уједно и административни центар. 
Према проценама из 2014. у вароши је живело око 6.100 становника.

## Географија
Варошица је смештена на обалама реке Ушаче, на око 150 км западно од административног центра области, града Витепска и на око 36 км од железничке станице у Лепељу. Насеље лежи на важној друмској раскрсници која повезује Минск, Витепск, Полацк, Лепељ, Глибокаје и Докшици.

## Историја
Насељено место Ушачи по први пут се у писаним изворима помиње 1552. у једном полацком летопису као село у Полацком воојводству. Од 1594. помиње се као окружни центар. Године 1667. насељено место Ушачи састојало се од три посебна села у којима су се два пута годишње одржавали трговачки сајмови. 
Године 1716. у насељу је основан католички храм и доминикански манастир у оквиру којег су деловали школа и болница. Насеље је 1758. добило Магдебуршко право и властити грб. Након прве поделе Пољске 1776. Ушачи остају делом Велике Кнежевине Литваније, у чијим границама су остали све до 1793. када су постали саставни део Руске Империје. 
Совјетска власт у насељу успостављена је у новембру 1917. године. Крајем 1919. насеље постаје делом Руске СФСР, а од марта 1923. коначно је део Белоруске ССР. Ушачки рејон формиран је средином јула 1924, а насеље добија статус варошице 27. септембра 1938. године.

## Демографија
Према процени из 2014. у вароши је живело нешто мање од 6.100 становника.
| 1979. | 1989. | 1999. | 2009. | 2014.  |
| ----- | ----- | ----- | ----- | ------ |
| ---   | ---   | ---   | 5.500 | 6.100* |

Напомена: Према процени националне службе за статистику.

## Саобраћај
Кроз насеље пролазе важни друмски правци републичког значаја: Р29 (Ушачи—Вилејка), Р113 (Витепск—Бешанковичи—Ушачи) и Р116 (Ушачи—Лепељ).